# Gargantilla del Lozoya y Pinilla de Buitrago
Gargantilla del Lozoya y Pinilla de Buitrago è un comune spagnolo di 283 abitanti situato nella comunità autonoma di Madrid.